# 瓦妮莎·费尔南德斯
瓦妮莎·费尔南德斯（葡萄牙語：Vanessa Fernandes，1985年9月14日—），葡萄牙女子铁人三项运动员。她曾获得2008年夏季奥运会铁人三项比赛女子个人银牌。她也参加了2004年夏季奥运会，未获得奖牌。